# DBA電訊
DBA電訊（港交所：3335）是在香港交易所主板上市的公司，为福建締邦實業有限公司控股公司。
DBA電訊成立于1997年，主要從事中國大陸的電訊用品的銷售，主要產品包括公用電話亭、公用電話、無線商用電話、智能售卡機及通訊傳輸接續產品等。
DBA電訊於2006年4月26日開始在香港招股，以介乎1.26港元發售2.5億股，其中10%作公開發售。
2020年11月30日，DBA電訊退市。 